# Brunngasse

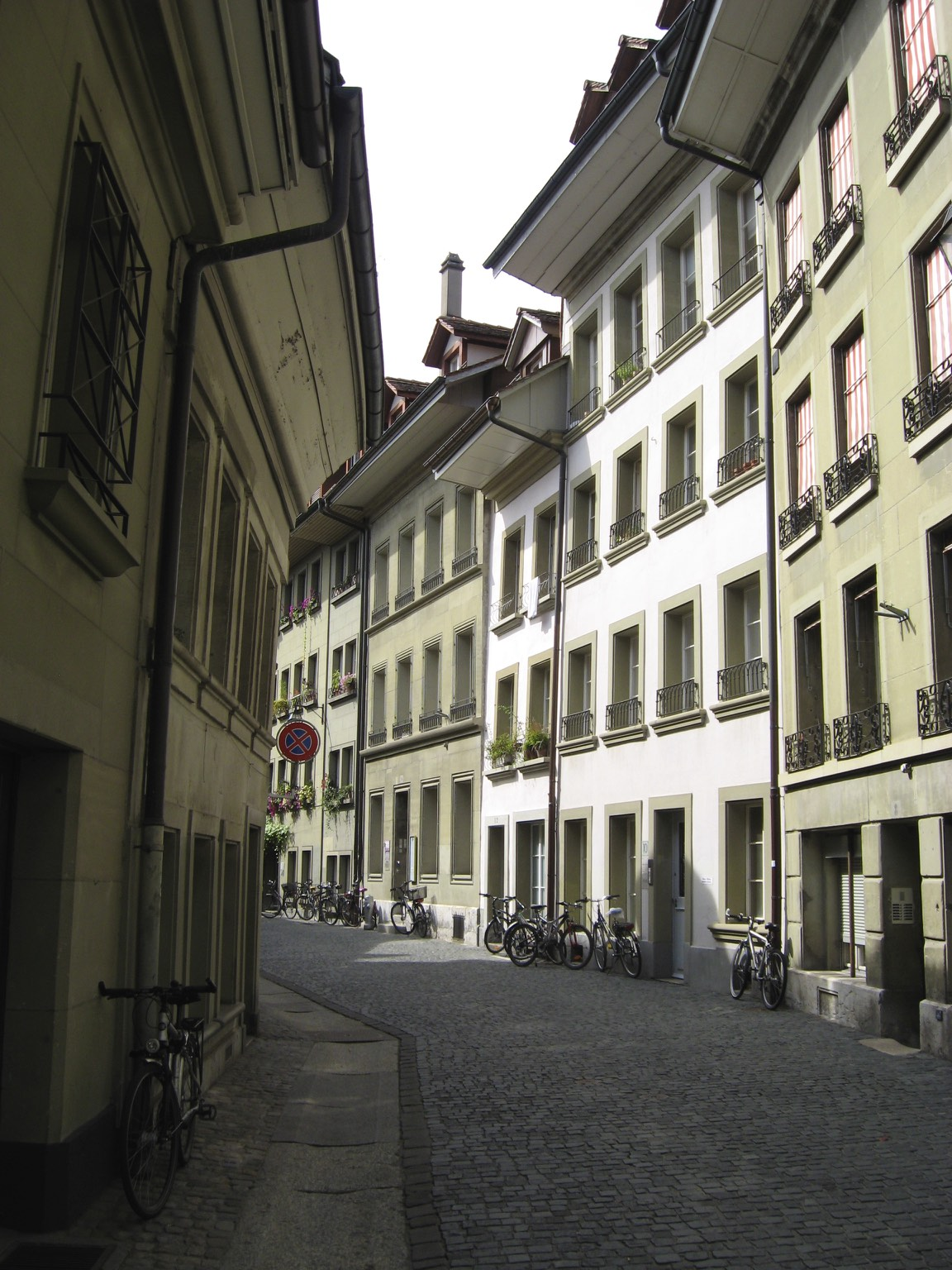
Brunngasse

Die Brunngasse ist eine halbkreisförmige Strasse im Norden der Berner Altstadt. Die früheste belegte Erwähnung stammt aus dem Jahr 1349, als lateinischer Begriff vicus fontis. Das Areal im Norden der Zähringerstadt wurde wahrscheinlich um 1250 durch Aufschüttung des zur Aare hin steil abfallenden Geländes gewonnen. Benannt ist die Brunngasse nach dem Stettbrunnen. Der Brunnen befindet sich heute nördlich der Rathausgasse 16/18.

## Geschichte

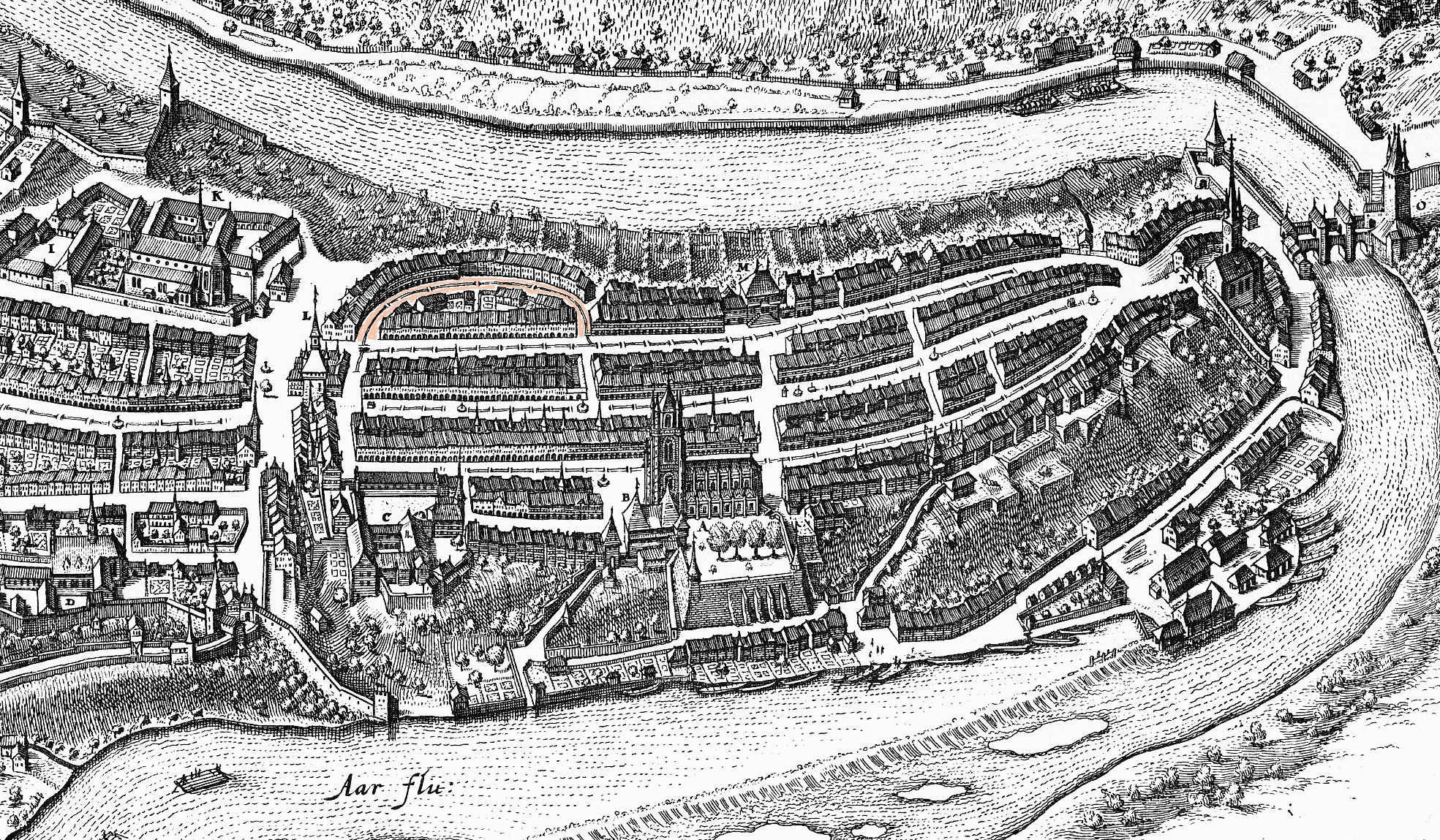
Matthäus Merian: Bern auf einer Ansicht von 1638, markiert: Brunngasse

Die Brunngasse ist eine der wenigen Strassen der Stadt, die in der mehrhundertjährigen Geschichte ihren Verlauf und ihren Namen nicht geändert haben. Sie wird von zahlreichen und für Berns Geschichte wichtigen Häusern und Einrichtungen flankiert. Der namensgebende Stettbrunnen wurde 1377 erstmals erwähnt und erhielt bereits früh eine Überdachung. Bis 1848 waren die Becken aus Holz gefertigt, 1855 erhielt der Stettbrunnen eine steinerne Umfassungsmauer. In der Brunngasse besass der Maler Sigmund Holbein «Haus Hof und Garten», die er, nebst wertvollen Haushaltsgegenständen, nach seinem Tod seinem Neffen Hans Holbein d. J. vermachte.

## Historische Häuser
Haus Brunngasse 48 (Salzkammer)
Von 1642 bis 1798 befand sich hier die Berner Salzkammer. 1834 zog die Akademische Entbindungsanstalt, Berns erste Einrichtung dieser Art, in das ein Jahr zuvor neu aufgebaute Haus. 1876 wurde die Entbindungsanstalt in das heutige Frauenspital verlegt.
Haus Brunngasse 66 (Einwohnermädchenschule)
Das Haus beherbergte die 1836 gegründete Einwohnermädchenschule, die alle Stufen vom Kindergarten bis zum Seminar umfasste. Von 1868 bis 1880 war Josef Viktor Widmann ihr Direktor. Nach dessen langjährigem Vorgänger Gustav Fröhlich (1811–1873) wurde sie Fröhlich-Schule benannt und 1880 mit der Städtischen Mädchenschule zusammengelegt.
Haus Brunngasse 68 (Elendenherberge)
Die Brüder Rudolf und Heinrich Seiler stifteten 1395/96 das Haus als Pilgerherberge. Die Fassade wurde 1466 von Heinrich Büchler bemalt. Die Elendenherberge wurde 1531 geschlossen und das Vermögen dem Obern Spital überwiesen.
Haus Brunngasse 70 (Apiarius-Haus)
Die erste Buchdruckerei Berns wurde von Matthias Apiarius im Jahr 1537 eingerichtet. Er betrieb die Druckwerkstatt und eine Buchbinderei mit seinen Söhnen Samuel und Siegfried und beschäftigte zeitweise weitere Gesellen. Die Offizin wurde 1565, nach Siegfrieds Tod, von Bendicht Ulmann übernommen. Das heutige Gebäude stammt vom Ende des 17. Jahrhunderts; die Gedenktafel am Haus stammt von 1937.
Haus Brunngasse 72 (Spinnanstalt)
Die halbprivate, wohltätige Einrichtung wurde 1785 gegründet. Sie versorgte Heimspinnerinnen mit Arbeit und unterstützte deren Familien. Die Spinnanstalt wurde Ende des 19. Jahrhunderts geschlossen.

## Liste der Gebäude
| Bild                                      | Nr. | Bezeichnung            | Beschreibung | Status        |
| ----------------------------------------- | --- | ---------------------- | ------------ | ------------- |
| Rechte Strassenseite (gerade Hausnummern) |     |                        |              |               |
|                                           | 2   |                        |              | schützenswert |
| 1952 (Nr. 4 und 6)                        | 6   |                        |              | schützenswert |
|                                           | 8   |                        |              | schützenswert |
|                                           | 10  |                        |              | schützenswert |
|                                           | 12  |                        |              | schützenswert |
|                                           | 14  |                        |              | schützenswert |
|                                           | 16  |                        |              | schützenswert |
|                                           | 26  |                        |              | schützenswert |
|                                           | 30  |                        |              | schützenswert |
|                                           | 36  |                        |              | schützenswert |
|                                           | 42  |                        |              | schützenswert |
|                                           | 44  |                        |              | schützenswert |
|                                           | 46  |                        |              | schützenswert |
|                                           | 48  | Salzkammer             | →            | schützenswert |
|                                           | 50  |                        |              | schützenswert |
|                                           | 52  |                        |              | schützenswert |
|                                           | 54  |                        |              | schützenswert |
|                                           | 56  |                        |              | schützenswert |
|                                           | 58  |                        |              | schützenswert |
|                                           | 60  |                        |              | schützenswert |
|                                           | 62  |                        |              | schützenswert |
|                                           | 64  |                        |              | schützenswert |
|                                           | 66  | Einwohnermädchenschule | →            | schützenswert |
|                                           | 68  | Elendenherberge        | →            | schützenswert |
|                                           | 70  | Apiarius-Haus          | →            | schützenswert |
|                                           | 72  | Spinnanstalt           | →            |               |